# Juan Fernando Landa Alarcón
Juan Fernando Landa Alarcón (La Paz, Bolivia, 1925 –1997), más conocido como Tito Landa, fue un actor, director de teatro, libretista y presentador boliviano. Es considerado una figura pionera de la televisión boliviana pues fue el primer presentador del canal 7 Televisión Boliviana. Fue uno de los rostros más representativos del desarrollo escénico y audiovisual del país en el siglo XX.

## Biografía
Tito Landa nació en la ciudad de La Paz en 1925. Comenzó su carrera artística en el ámbito radial, participando en programas emitidos por Radio Illimani y otras emisoras de la época. Su ingreso al teatro se produjo en 1943, cuando debutó como actor en la obra El canillita, escrita por Raúl Salmón de la Barra. A lo largo de las décadas siguientes, se consolidó como una figura del teatro boliviano, tanto en el rol de actor como en el de director.
Fue director del Teatro Municipal Alberto Saavedra Pérez. En paralelo, desarrolló una intensa actividad como guionista, libretista y productor de contenidos para radio, cine y televisión. Se desempeñó también en el Instituto Cinematográfico Boliviano.
El 30 de agosto de 1969, Tito Landa se convirtió en el primer presentador de Canal 7 Televisión Boliviana. Su aparición, a las 19:46 horas de aquel día, marcó el inicio de la televisión boliviana. El ya conocido presentador por su trabajo en radio, dio la bienvenida y presentó a los bolivianos el primer canal del país.

## Reconocimientos
Durante la reedición de la Miskisimi realizada el 2005, se colocó una placa conmemorativa en memoria de Landa y su trabajo a favor de la cultura boliviana.